# Krîvonosove, Verhnodniprovsk
Krîvonosove (în ucraineană Кривоносове) este un sat în comuna Vodeane din raionul Verhnodniprovsk, regiunea Dnipropetrovsk, Ucraina.

## Demografie
Componența lingvistică a localității Krîvonosove
     Ucraineană (91,55%)
     Rusă (7,04%)
     Belarusă (1,41%)
Conform recensământului din 2001, majoritatea populației localității Krîvonosove era vorbitoare de ucraineană (91,55%), existând în minoritate și vorbitori de rusă (7,04%) și belarusă (1,41%).